# Knihy roku Deníku N 2022
Knihy roku Deníku N 2022 je anketa Deníku N o nejzajímavější knihu roku 2022. Anketa zahrnuje jak hlasování čtenářů, tak hlasování odborné poroty, tj. hlasy téměř 130 oslovených osobností. Osobnosti hlasují v podobném formátu jako v Knize roku Lidových novin. Čtenáři i porota hlasují ve dvou kategoriích – beletrie a non-fiction. V obou žebříčcích zvítězil román Bílá Voda Kateřiny Tučkové a kniha Životice Karin Lednické.

## Výsledky

### Hlasování čtenářů

#### Beletrie
1. Kateřina Tučková: Bílá Voda
2. Jaroslav Rudiš: Winterbergova poslední cesta
3. Thomas Stearns Eliot: Pustá země
4. Guzel Jachina: Vlak do Samarkandu
5. Annie Ernauxová: Roky
6. Kazuo Ishiguro: Klára a Slunce
7. Petr Hruška Spatřil jsem svou tvář
8. Benjamín Labatut: Strašlivá závrať

#### Non-fiction
1. Karin Lednická: Životice: obraz (po)zapomenuté tragédie
2. Karel Teige: Deníky 1912 – 1925
3. Miloš Doležal: 1945: Léto běsů: Dokumentární povídky z jara, léta a podzimu 1945
4. Martin Rychlík: Dějiny lidí: Pestrost lidstva v 73 kapitolách
5. Jan Chadima: Rudolf Slánský
6. Jan Bělíček: V chapadlech murmuru: Jak číst literaturu krize
7. Jan Fingerland: Hebrejky – Biblické matky, démonky, královny i milenky
8. Kate Listerová: Podivuhodná historie sexu
9. Pavel Barša: Román a dějiny

### Hlasování odborné poroty

#### Beletrie
1. Kateřina Tučková: Bílá Voda
2. Annie Ernauxová: Roky
3. Kazuo Ishiguro: Klára a Slunce
4. – 5. Guzel Jachina: Vlak do Samarkandu
4. – 5. Petr Hruška Spatřil jsem svou tvář
6. – 7. Benjamín Labatut: Strašlivá závrať
6. – 7. Jaroslav Rudiš: Winterbergova poslední cesta
8. Thomas Stearns Eliot: Pustá země

#### Non-fiction
1. Karin Lednická: Životice: obraz (po)zapomenuté tragédie
2. – 5. Karel Teige: Deníky 1912 – 1925
2. – 5. Martin Rychlík: Dějiny lidí: Pestrost lidstva v 73 kapitolách
2. – 5. Jan Fingerland: Hebrejky – Biblické matky, démonky, královny i milenky
2. – 5. Jan Bělíček: V chapadlech murmuru: Jak číst literaturu krize
6. – 9. Miloš Doležal: 1945: Léto běsů: Dokumentární povídky z jara, léta a podzimu 1945
6. – 9. Jan Chadima: Rudolf Slánský
6. – 9. Kate Listerová: Podivuhodná historie sexu
6. – 9. Pavel Barša: Román a dějiny